# 아드완 반란
아드완 반란 또는 발카 봉기는 영국 위임통치령 팔레스타인과 메즈하르 루슬란이 이끄는 신생정부 트란스요르단에 반대한 첫 해의 가장 큰 봉기였다. 이 반란은 1923년 초 "요르단인들을 위한 요르단"이라는 기치를 내걸고 시작되었으나 영국 공군의 진압으로 금세 허물어졌다. 이 결과 반란 지도자인 술탄 알아드완은 그의 아들과 함께 시리아로 도망쳤다.

## 배경
트란스요르단의 압둘라 1세 에미르에게 가장 위협이 되었던 세력은 남쪽 네지드에서 계속해서 침공해오는 와하비였다. 에미르 혼자서는 이 병력을 물리칠 힘이 없었기 때문에 영국 왕립공군은 암만과 가까운 마르카에 작은 공군기지를 두고 있었다. 이 병력으로 와하비 이크완족을 손쉽게 물리칠 수 있었다. 영국군은 이크완에게 최대의 방해물이면서 압둘라 1세를 돕는 세력으로, 쿠라 반란과 이후 아드완 반란을 진압하는데 많은 도움을 주었다.

## 반란 시작
쿠라 반란이 끝나는 시점에, 하심가에게 위협이 되었던 세력은 미스칼 알파에즈가 이끄는 바니 사흐르 베두인족과 술탄 알아드완의 아버지인 마제드 알아드완이 이끄는 발카주의 아드완가 베두인족이었다. 이 당시에는 아라비아에서 와하비가 계속 기습하고 있는 상황이었기 때문에 압둘라 1세는 바니 사흐르에 대해서는 신경을 썼으나 아드완과 베두인족에는 신경을 전혀 쓰고 있지 못하는 상태였다. 하지만 압둘라 1세가 화평을 위하여 술탄 알아드완을 만났으나 만남을 거절당했다. 압둘라 에미르의 부족정책에 반대한 술탄 알아드완은 카라크, 이르비드, 살트 등에서 늘어나는 압둘라의 독재정치를 비판하고 민주주의를 요구하는 젊은 세대를 통해서 새로운 방향에서 힘을 얻게 된다. 신세대 도시의 지식인들은 트란스요르단 정부의 주요 직책을 장악하던 레바논인, 시리아인, 팔레스타인들을 부러워해왔다.
1923년 8월, 술탄 알아드완은 암만에 무장한 시위대의 지도자격으로 들어와 헌법에 대한 대중들의 요구를 지지하면서 의회 문제 및 긴급한 경제 문제에 대해 국왕에게 압박을 가하며 "발카 지역의 진정한 주인은 누구인가?"(바니 사흐르가 아닌 아드완가라는 말)을 하고 다녔다. 아직 이에 대항할 준비가 되어있지 않은 압둘라 1세는 술탄의 요구를 받아들여 적절한 배려를 해주고 일부 요구사항을 수용하기로 하였다. 반대파를 조용히 하기 위하여 내각이 해체되고 새 정부가 수립되었다. 하지만, 압둘라 국왕은 이미 확립된 국왕의 권리에 대해 항의하는 것은 처벌해야만 하며, 술탄파를 지지했던 무스타파 알탈과 기타 2명의 공무원은 체포되었고 국가에 대한 음모 혐의로 기소되었다.

## 술탄의 공격
알탈의 재판결과에 두려움에 빠진 술탄은 제일 먼저 파업을 결의하였다. 그는 전군을 암만에 집결시키고 수도 서쪽 입구인 외곽 2개 마을을 장악했다.
하지만 이전과는 달리 압둘라 국왕의 정부군은 준비가 잘된 상태였다. 아드완의 군은 치열한 전투에 패배하여 분쇄되었다. 전투 도중 포로가 된 아드완 병사들은 헤자즈 지역으로 추방되었고, 술탄 알아드완 및 그의 아들은 시리아로 도피하여 자발 드루즈에 망명하였다.

## 여파
1924년 3월까지 모든 아드완파에게 사면령이 내려저 집에 돌아갈 것을 명령받았다. 쿠라 반란과 아드완 반란을 겪은 압둘라 국왕은 아랍 지휘부는 영국군 지휘부 산하에서 제대로 운용하진 못했으나, 효율적인 군사 운용에 대한 지식을 터득하게 되었다.
하지만 아드완 반란의 진압에도 불구하고 일부 부족의 반영 소요는 몇 년 동안 계속되었다. 1926년에는 세금 납부를 거부하고 지방 헌병대지부 및 정부청사를 약탈, 장악한 와디무사의 반란을 진압하는데 군대를 또 보내야 했다.

## 같이 보기
- 요르단의 역사
- 근현대 중동의 분쟁 목록